# جیمی اولسن
جیمز بارتولومئو اولسن با نام مستعار جیمی اولسن (به انگلیسی: Jimmy Olsen) یک شخصیت خیالی در کتاب‌های کامیک آمریکایی منتشر شده توسط دی‌سی کامیکس است که عمدتاً در داستان‌های مرتبط با شخصیت ابرقهرمان سوپرمن ظاهر می‌شود. او یک عکاس خبری و خبرنگار جوان است که در ساختمان خبرگزاری دِیلی پلنت واقع در شهر متروپلیس کار می‌کند. او یکی از دوستان صمیمی لوئیس لین و کلارک کنت/سوپرمن به‌شمار می‌رود، و همچنین رابطهٔ بسیار خوبی با رئیس خود پری وایت دارد.

## رسانه ها
- سوپرمن
- سوپرمن ۲
- سوپرمن ۳
- سوپرمن ۴
- بازگشت سوپرمن
- سوپرمن/بتمن: آخرالزمان
- سوپرمن/بتمن: دشمنان مردم
- سوپرمن: دومزدی
- سوپرمن تمام‌ستاره
- سوپرمن: بدون مرز
- سوپرمن در برابر نخبگان
- سوپرگرل[۵]

## جابه جایی
تا اینکه یک روز محل کار خود را عوض کرد و به نشنال سیتی رفت و در ساختمان روزنامه‌نگاری کتکو (به عنوان عکاس) مشغول به کار شد. او خیلی زود متوجه شد که هویت اصلی کارا زور-ال (سوپر گرل) چیست. دلیلش را اینطور توصیف کرد که خیلی شبیه پسر عمویش (سوپرمن) است و کارا در اولین دیدار شیفته او می‌شود و جیمز را به عنوان بهترین دوست خود انتخاب می‌کند.

## اولین عکس گرفته شده
اولین عکس گرفته شده از سوپرمن توسط جیمی انجام شده‌ است و آن را به عنوان هدیه به کارا می‌دهد. عکس روبرو از مجموعه تلویزیونی سوپرگرل است، که کارا برای اولین بار در حال نگاه به عکس سوپرمن است.